# Lake Taminah
Der Lake Taminah ist ein See im Grand-Teton-Nationalpark im Westen des US-Bundesstaates Wyoming. Er liegt im Avalanche Canyon in der südlichen Teton Range auf einer Höhe von 2762 m. Nördlich des Sees erheben sich die Berge South Teton, Cloudveil Dome, Nez Perce Peak und Shadow Peak, im Südwesten liegt der Mount Wister. Der Lake Taminah entwässert sich über den Taggart Creek und über die Shoshoko Falls in den Taggart Lake und später in den Snake River. Der See kann über den unmarkierten Avalanche Canyon Trail durch den Avalanche Canyon erreicht werden. Oberhalb des Lake Taminah liegen mit Kit Lake und Snowdrift Lake zwei weitere Bergseen.

## Belege
1. ↑  Geonames: Lake Taminah. Abgerufen am 25. Mai 2021.
2. ↑  Naturalatlas. Abgerufen am 25. Mai 2021.